# Gran Premio de Alemania de Motociclismo de 1953
El Gran Premio de Alemania de Motociclismo de 1953 fue la cuarta prueba de la temporada 1953 del Campeonato Mundial de Motociclismo. El Gran Premio se disputó el 19 de julio de 1953 en el Circuito de Solitude. Se programaron las carreras de 125, 250, 350 y 500cc, pero las carreras de gran ciclindrada no se consideraron válidas. Debido a las malas condiciones de la carretera, había obligado a  Norton, AJS, Gilera y Moto Guzzi a retirar sus equipos de la competición. (El 350 fue ganado por Carlo Bandirola en MV Agusta, el 500 por Walter Zeller en  BMW).

## Resultados 250cc
Werner Haas ganó la carrera de 250cc con la NSU Rennmax y debido a que Fergus Anderson no anotó con la Moto Guzzi Bialbero 250, dejó a Haas en solitario a la cabeza del campeonato mundial. August Hobl quedó tercero con la DKW RM 250.
| Pos.    | Piloto          | Equipo     | Tiempo/Retirado | Puntos |
| ------- | --------------- | ---------- | --------------- | ------ |
| 1       | Werner Haas     | NSU        | 1h 12' 30" 4    | 8      |
| 2       | Alano Montanari | Moto Guzzi | +42" 4          | 6      |
| 3       | August Hobl     | DKW        | +49" 9          | 4      |
| 4       | Walter Reichert | NSU        |                 | 3      |
| 5       | Otto Daiker     | NSU        |                 | 2      |
| 6       | Rupert Hollaus  | Moto Guzzi |                 | 1      |
| 7       | Roberto Colombo | NSU        |                 |        |
| Ret     | Bill Webster    | Velocette  |                 |        |
| Fuente: |                 |            |                 |        |

## Resultados 125cc
Carlo Ubbiali ganó la carrera de 125cc con la MV Agusta 125 Bialbero, pero estuvo menos de dos segundos por delante de Werner Haas con la NSU Rennfox. Ubbiali subió al segundo lugar del Mundial pero no representaba una amenaza real para Haas, que continuó liderando la general.
| Pos. | Piloto              | Moto       | Tiempo/Retirado | Puntos |
| ---- | ------------------- | ---------- | --------------- | ------ |
| 1    | Carlo Ubbiali       | MV Agusta  | 1h 00' 34" 7    | 8      |
| 2    | Werner Haas         | NSU        | +1" 7           | 6      |
| 3    | Otto Daiker         | NSU        | +23" 2          | 4      |
| 4    | Angelo Copeta       | MV Agusta  | +1' 32" 1       | 3      |
| 5    | Walter Reichert     | NSU        | +2' 36" 7       | 2      |
| 6    | Karl Lottes         | MV Agusta  | +3' 02" 4       | 1      |
| 7    | Hubert Luttenberger | MV Agusta  |                 |        |
| 8    | Rupert Hollaus      | FB Mondial |                 |        |
| 9    | Erhard Krumpholz    | IFA        |                 |        |
| Ret  | Cecil Sandford      | MV Agusta  | Ret             |        |